# Badumna guttipes
Badumna guttipes là một loài nhện trong họ Desidae.
Loài này thuộc chi Badumna. Badumna guttipes được miêu tả năm 1906 bởi Eugène Simon.